# Ануфриева, Александра Дмитриевна
Александра Дмитриевна Ануфриева (30.08.1923 — 26.06.1996) — свинарка совхоза «Горьковский», Герой Социалистического Труда (1971).

## Биография
Родилась в д. Варваровка (ныне Тёпло-Огарёвский район).
С 1941 года и до выхода на пенсию работала в совхозе «Горьковский». С 1961 года свинарка Центральной свинофермы.
В 1971 году за выдающиеся успехи в развитии сельскохозяйственного производства Указом Президиума Верховного Совета СССР присвоено звание Героя Социалистического Труда с вручением ордена Ленина и золотой медали «Серп и молот».